# فرودگاه نیروی هوایی سلطنتی الکونبری
فرودگاه نیروی هوایی سلطنتی الکونبری (به انگلیسی: RAF Alconbury) یک فرودگاه است . این فرودگاه در کشور انگلستان قرار دارد .